# اسکلتون-این-کلیولند
1 = ONS 2001 Census
اسکلتون-این-کلیولندlatitudeاسکلتون-این-کلیولندlongitudeاسکلتون-این-کلیولند
اسکلتون-این-کلیولند (به انگلیسی: Skelton-in-Cleveland) یک شهرک در بریتانیا است که در انگلستان واقع شده‌است.

## خصوصیات
اسکلتون-این-کلیولند ۶٬۳۹۶ نفر جمعیت دارد.